# Почтовая улица (Курск)
Почто́вая у́лица — улица в Центральном округе города Курска. Проходит с востока на запад: начинается от улицы Ленина, заканчивается, упираясь в реку Кур.
Пересекается с улицами Радищева, Димитрова, Семёновской, Береговой. Также на Почтовую улицы выходят улицы Марата (с юга) и Котова Гора (с севера).

## История
До 1900-х годов называлась Москалёвской улицей, затем получила своё нынешнее название от городского почтамта, располагавшегося на пересечении с Московской улицей. Это здание было построено ещё в 1786 году и было полностью разрушено во время Великой Отечественной войны. В 1930 году Почтовая улица была продлена на запад: в неё вошёл участок от улицы Котова Гора до реки Кур.

## Примечательные здания и сооружения

### По нечётной стороне
Дом № 17 — как считалось ранее, в нём проживал художник Казимир Малевич с семьей. 

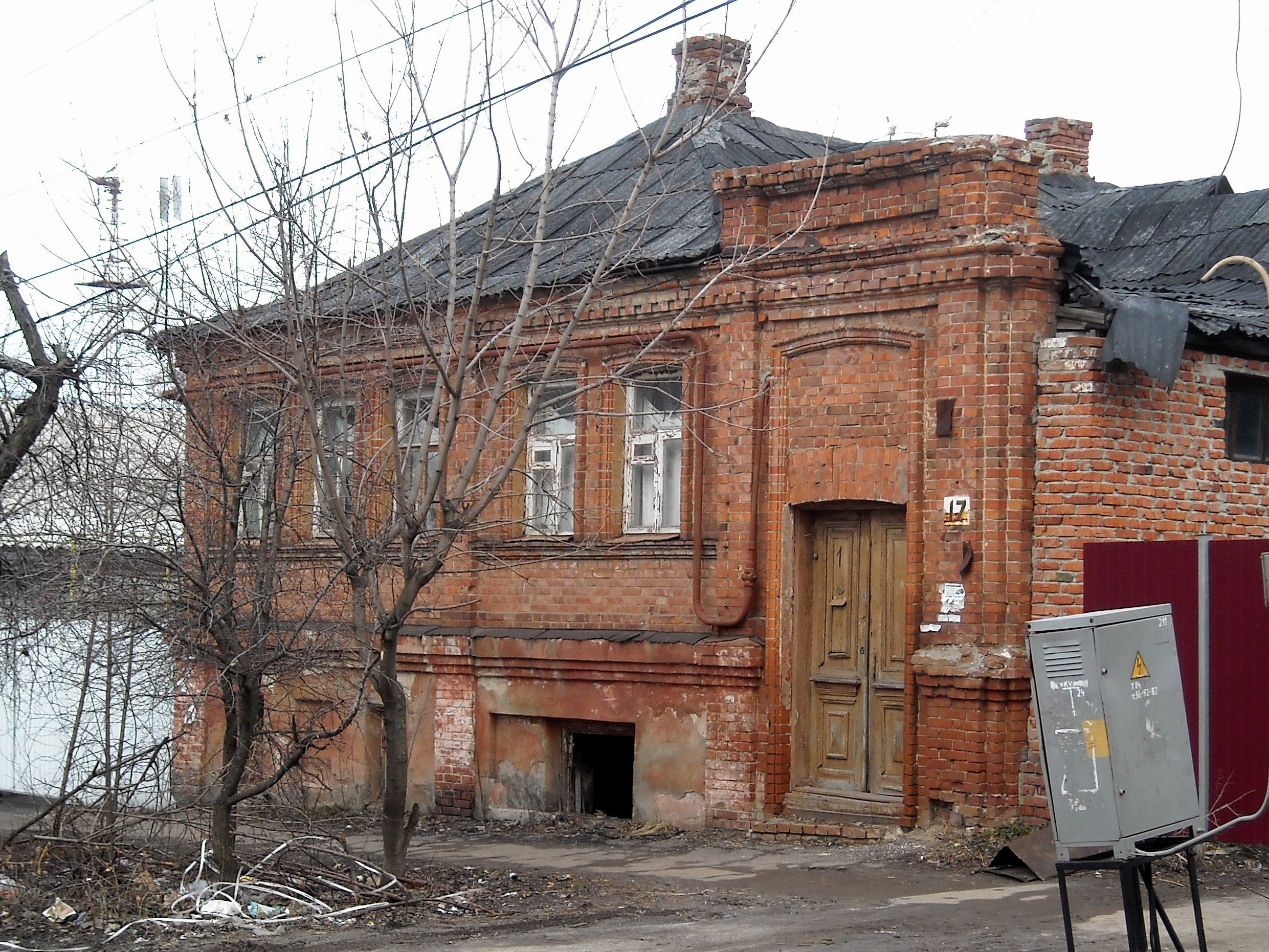
Почтовая ул., 17

 Ныне заброшен и не охраняется, судьба здания остается под вопросом. Сейчас известно, что Малевич в нём не жил.